# Xã Fenter, Quận Hot Spring, Arkansas
Xã Fenter (tiếng Anh: Fenter Township) là một xã thuộc quận Hot Spring, tiểu bang Arkansas, Hoa Kỳ. Năm 2010, dân số của xã này là 13.273 người.